# Chail (Frankrijk)
Chail is een plaats en voormalige gemeente in het Franse departement Deux-Sèvres (regio Nouvelle-Aquitaine) en telt 466 inwoners (2004). De plaats maakt deel uit van het arrondissement Niort. Chail is op 1 januari 2019 gefuseerd met de gemeente Sompt tot de gemeente Fontivillié. 

## Geografie
De oppervlakte van Chail bedraagt 12,7 km², de bevolkingsdichtheid is 36,7 inwoners per km².
De onderstaande kaart toont de ligging van Chail (Frankrijk) met de belangrijkste infrastructuur en aangrenzende gemeenten.

## Demografie
Onderstaande figuur toont het verloop van het inwonertal.